# ریوبنس (آیداهو)
ریوبنس(به انگلیسی: Reubens) شهری در شهرستان لویس ایالت آیداهو است که جمعیت آن در سرشماری سال ۲۰۱۰ میلادی ۷۱ نفر بوده است.